# Romaleostaura insularis
Romaleostaura insularis är en fjärilsart som beskrevs av Sergius G. Kiriakoff 1960. Romaleostaura insularis ingår i släktet Romaleostaura och familjen tandspinnare. Inga underarter finns listade.